# Barrett M95
Barrett M95 — великокаліберна снайперська гвинтівка калібру .50 BMG, розроблена американською компанією Barrett Firearms на базі Barrett M90.
Основна відмінність від M90 у тому, що пістолетна рукоятка і спусковий гачок були переміщені вперед на 25 мм для кращого доступу до магазина. Також незначні зміни торкнулися патронника та ударно-спускового механізму.

## На озброєнні
- Австрія: На озброєнні груп спеціальних операцій Збройних сил Австрії.[1]
- Фінляндія
- Греція[2]
- Грузія: Використовуються Збройними силами Грузії та спецпризначенцями.[3]
- Італія[4]
- Йорданія[5]
- Малайзія[6]
- Філіппіни: Використовуються Філіппінською морською піхотою.[7] Гвинтівки були придбані у 1998 році.
- Іспанія: Використовуються у ВМС Іспанії та Іспанською армією.
- Таїланд